# Fédération d'Eswatini de football
La Fédération d'Eswatini de football (en anglais : Eswatini Football Association  ou EFA) est une association regroupant les clubs de football d'Eswatini et organisant les compétitions nationales et les matchs internationaux de la sélection d'Eswatini.
La fédération nationale d'Eswatini est fondée en 1968. Elle est affiliée à la FIFA depuis 1976 et est membre de la CAF depuis 1976 également.

## Histoire
Elle a été fondée en 1968 et affilié à la FIFA en 1978 et à la CAF en 1976. Il organise la ligue nationale de football et l'équipe nationale.
L'EFA a adopté son nom actuel le 1er juillet 2018, lors de l'assemblée générale ordinaire de l'association nationale de football à l'hôtel Sibane. Le 11 septembre 2018, l'EFA a annoncé l'organisation d'un événement destiné à dévoiler sa nouvelle image de marque, y compris un nouveau logo. 